# Старосандовское сельское поселение
Староса́ндовское се́льское поселе́ние (карел. Sandovan kyläkunda) — упразднённое в апреле 2013 года муниципальное образование в Сандовском районе Тверской области России.
Старосандовское сельское поселение было образовано в соответствии с законом Тверской области от 28 февраля 2005 г. № 44-ЗО. Включило в себя территории Старосандовского и Устровского сельских округов.
Административный центр — село Старое Сандово.
Законом Тверской области от 28 марта 2013 г. Старосандовское и Топоровское сельские поселения были преобразованы путём объединения, не влекущего изменения границ иных муниципальных образований, и создано вновь образованное муниципальное образование Топоровское сельское поселение Сандовского района Тверской области.

## Население
| 2010 | 2011 | 2012 | 2013 |
| ---- | ---- | ---- | ---- |
| 433  | ↘427 | ↘401 | ↘384 |

По переписи 2002 года — 773 человека (378 в Старосандовском и 395 в Устровском сельском округе), на 01.01.2008 — 645 человек, на 01.01.2012 — 401 человек.

## Населенные пункты
В состав Старосандовского сельского поселения входило 32 населённых пункта:
1. с. Старое Сандово
2. дер. Агафоново
3. дер. Андрейцево
4. хутор Александровский
5. дер. Большое Раменье
6. дер. Большая Попиха
7. дер. Благовещенье
8. дер. Григорцево
9. ж.д. ст. Дынино
10. дер. Дымцево
11. дер. Завражье
12. дер. Малая Попиха
13. дер. Остречиха
14. дер. Поцеп
15. дер. Русское Васильково
16. дер. Сухоломово
17. дер. Тимхово
18. дер. Туково
19. дер. Устровка
20. дер. Березье
21. дер. Болота
22. дер. Веригино
23. дер. Вяжища
24. дер. Загранье
25. дер. Запрудье
26. дер. Мокей Гора
27. дер. Парфеньево
28. дер. Ражково
29. дер. Рославлево
30. дер. Сменцево
31. дер. Тавнежи
32. с. Юрьево